# Радослав Забавник
Радослав Забавник (словац. Radoslav Zabavník, * 16 вересня 1980, Кошиці, Словаччина) — колишній словацький футболіст, захисник. Відомий виступами у складі національної збірної Словаччини.

## Біографія

### Клубна кар'єра
Радослав Забавник розпочав свої футбольні кроки в рідному місті Кошиці, та провів там 4-и сезони, добившись одного разу срібних медалей чемпіонату з своєю командою «1.ФК Кошиці». Але через скрутне становище клубу, він в 2002 році перебирається до «Жиліна (футбольний клуб)», з яким здобуває двічі чемпіонський титул і супер кубок Цорґонь ліги. У 2004 році він перейшов до «ЦСКА Софія», де провів 1,5 сезони й теж заволодів золотими медалями Чемпіона Болгарії. А уже з середини сезону в 2005 року він в празькій «Спарті», та й тут фортуна йому посміхалася, адже за 2,5 сезони він став чемпіоном Чехії та двічі володарем Кубка Чехії. З 2008 року, він перебирається на Кавказ, й спробував російської футбольної кухні, граючи за команду «Терек», але успіхів, медальних, тут не було. Наприкінці 2009 року він підписав попередній контракт з командою Бундесліги, а вже з лютого 2010 року він став повноцінним гравцем команди «Майнц 05». Завершив кар'єру у складі «Зандгаузена».

### Збірна
Радослав Забавник дебютував національну команду 30 квітня 2004 року у товариському матчі проти збірної Греції.

## Титули і досягнення
- Чемпіон Словаччини (2):

Жиліна: 2002-03, 2003-04
- Володар Суперкубка Словаччини (2):

Жиліна: 2003, 2004
- Чемпіон Болгарії (1):

ЦСКА: 2004-05
- Чемпіон Чехії (1):

Спарта: 2006-07
- Володар Кубка Чехії (2):

Спарта: 2005-06, 2006-07